# Diplazium pseudocyatheifolium
Diplazium pseudocyatheifolium är en majbräkenväxtart som beskrevs av Eduard Rosenstock.
Diplazium pseudocyatheifolium ingår i släktet Diplazium och familjen Athyriaceae. Inga underarter finns listade i Catalogue of Life.